# Michael Lewis (Autor)

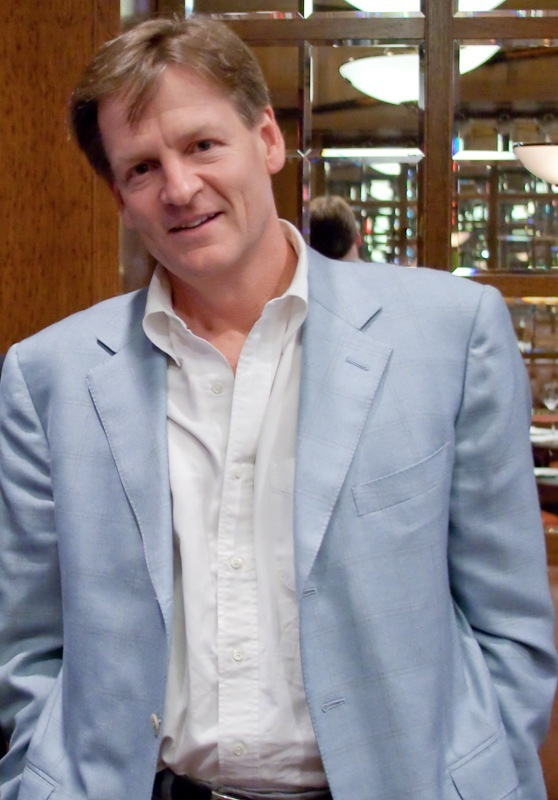
Michael Lewis (2009)

Michael Monroe Lewis (* 15. Oktober 1960 in New Orleans, Louisiana) ist ein US-amerikanischer Publizist und Wirtschaftsjournalist. Seine Bücher befassen sich vor allem mit Fragen des Investmentbanking.

## Karriere
Lewis besuchte die private Isidore Newman School in seiner Heimatstadt New Orleans und studierte anschließend Kunstgeschichte an der renommierten Princeton University. Nach seinem Bachelor of Arts arbeitete er ab 1982 zunächst für den New Yorker Kunsthändler Daniel Wildenstein, schrieb sich dann jedoch an der London School of Economics ein und erhielt dort 1985 einen Master of Arts in Wirtschaftswissenschaften.
Anschließend absolvierte Lewis eine Ausbildung in New York bei der Investmentbank Salomon Brothers, für die er anschließend in London drei Jahre lang tätig war. Seine Erfahrungen verarbeitete er 1989 in dem Buch Liar's Poker (deutsch Wall Street Poker), in dem er mit der Amoral und dem Zynismus der Finanzbranche abrechnete. Das Buch wurde ein internationaler Bestseller.
2010 veröffentlichte Lewis The Big Short – Wie eine Handvoll Trader die Welt verzockte, eine ausführliche Reportage über die Hintergründe der Immobilienkrise von 2007, die zum Zusammenbruch der Großbank Lehman Brothers und zur weltweiten Wirtschaftskrise führte. Leichtsinnige deutsche Käufer von gefährlichen Finanzprodukten der Wall-Street-Banken wurden darin von den vielzitierten Akteuren mit dem Ausdruck „stupid Germans in Düsseldorf“ geschmäht. Der 2015 veröffentlichte Film The Big Short basiert auf Lewis’ Buch.
Sein biografischer Bericht über den American-Football-Spieler Michael Oher ist wesentlicher Teil seines Buches The Blind Side und wurde 2009 verfilmt, mit Sandra Bullock, Kathy Bates und Tim McGraw in den Hauptrollen. 2011 erschien der mit einem Oscar nominierte Spielfilm Die Kunst zu gewinnen – Moneyball mit Brad Pitt, Jonah Hill und Philip Seymour Hoffman in den Hauptrollen, der auf Lewis’ Buch Moneyball von 2003 beruht.
In seinem Buch Flash Boys – A Wall Street Revolt von 2014 untersuchte er den Hochfrequenzhandel an US-Börsen und deckte auf, dass sich eine kleine Gruppe von Händlern mit besonderer technischer Ausstattung zwischen die Handelsplätze und alle anderen Händler geschoben habe. Durch ihren überlegenen Marktzugang könne sie bei jedem Geschäft der anderen Händler einen winzigen Vorteil für sich erlangen. Die Veröffentlichung des Buches und eines Auszugs in der New York Times Ende März 2014 löste Debatten über die Finanzaufsicht aus. Die Securities and Exchange Commission (SEC) und das FBI gaben bekannt, dass sie seit einiger Zeit wegen entsprechender Vorwürfe ermitteln würden.
Lewis arbeitet heute als Wirtschaftsredakteur der Zeitschrift Vanity Fair. 2023 wurde er in die American Academy of Arts and Sciences gewählt.
2023 veröffentlichte er sein Buch Going Infinite, in welchem er die Geschichte des FTX-Gründers Sam Bankman-Fried behandelt.

## Veröffentlichungen

### Bücher
- Wall Street Poker. 1989, ISBN 3-430-15985-7 (amerikanisches Englisch: Liar's Poker.).
- Pacific Rift (1991)
- Geldrausch. 1991, ISBN 3-430-15986-5 (Originaltitel: The Money Culture.).
- Trail Fever: Spin Doctors, Rented Strangers, Thumb Wrestlers, Toe Suckers, Grizzly Bears, and Other Creatures on the Road to the White House (1997)
- Losers: The Road to Everyplace but the White House (1998)
- The New New Thing. A Silicon Valley Story (2000)
  - dt.: Alle Macht dem Neuen. ISBN 3-430-15988-1.
- Next: The Future Just Happened (2001)
- Moneyball: The Art Of Winning An Unfair Game. W. W. Norton, New York City, USA 2003, ISBN 0-393-05765-8.
- Coach: Lessons on the Game of Life (2005)
- The Blind Side: Evolution Of A Game (2006)
- Panic. The Story Of Modern Financial insanity (2008)
- Home Game: An Accidental Guide To Fatherhood (2009)
- The Big Short. Wie eine Handvoll Trader die Welt verzockte. Campus, Frankfurt am Main 2010, ISBN 978-3-593-39357-5 (amerikanisches Englisch: The Big Short. Inside The Doomsday Machine.).[4]
- Boomerang. Europas harte Landung. Campus Verlag, Frankfurt am Main/New York City 2011, ISBN 978-3-593-39471-8 (Originaltitel: Boomerang. Travels in the New Third World. W.W. Norton & Co., New York 2011, ISBN 978-0-393-08181-7.).
- Flash Boys. A Wall Street Revolt. W. W. Norton, 2014, ISBN 978-0-393-24466-3.[5]
  - deutsch: Flash Boys – Revolte an der Wall Street. Campus Verlag, Frankfurt am Main 2014, ISBN 978-3-593-50123-9.
- The Undoing Project: A Friendship that Changed Our Minds., 2016. ISBN 978-0-393-25459-4.
  - deutsch: Aus der Welt. Grenzen der Entscheidung oder eine Freundschaft, die unser Denken verändert hat. Campus Verlag, Frankfurt am Main 2016, ISBN 978-3-593-50686-9.
- The Fifth Risk. New York 2018, ISBN 978-1-324-00264-2.
  - deutsch: Erhöhtes Risiko. Campus Verlag, Frankfurt am Main 2019, ISBN 978-3-593-44128-3.
- The Premonition: A Pandemic Story. Allen Lane, London 2021, ISBN 978-0-241-53578-3.
- Going Infinite: The Rise and Fall of a new Tycoon. W. W. Norton & Company, 2023, ISBN 978-1324074335.
- Als Herausgeber: Who is Government? The Untold Story of Public Service. Allen Lane, London 2025, ISBN 978-0-24177-88-76.

### Zeitschriftenartikel (Auswahl)
- The Ballad of Big Mike (New York Times, 2006)
- The Man Who Crashed the World (Vanity Fair, 2009)
- Betting on the Blind Side (Vanity Fair, 2010)

### Verfilmungen
Folgende Filme basieren auf Büchern von Lewis:
- Die Kunst zu gewinnen – Moneyball (2011) mit Brad Pitt
- Blind Side – Die große Chance (2009) mit Sandra Bullock
- Next: The Future Just Happened (2001)
- The Big Short (2015)